# Fort Malakoff (Mainz)
Die Kaponniere Malakoff, auch Fort Malakoff, in Mainz war Teil der preußischen Festung Mainz und innerhalb dieser Bestandteil der linken Rheinuferbefestigung (Rheinkehlturm). Sie wurde im Zuge der Rheinbegradigung in verschiedenen Ausbaustufen ab 1843 errichtet und später ausgebaut.

## Geschichte
Das Fort Malakoff wurde als mehrgeschossige Geschützetage errichtet. Die Bau- und Umbauzeit dieses auf der linken Seite des Rheins liegenden Bauwerks fällt in die Jahre 1843 bis 1873, überwiegend in die zweiten Befestigungsphase (1841–1848). Den Namen Fort Malakoff erhielt das Werk durch den Krimkrieg 1855 in Russland. 1863 ging das Eigentum an dem Gebäude von der Festung in den Besitz der Hessischen Ludwigsbahn über. Ab diesem Zeitpunkt wurde sie sozial schwachen Einwohnern als Armenwohnung zur Verfügung gestellt.

## Lage

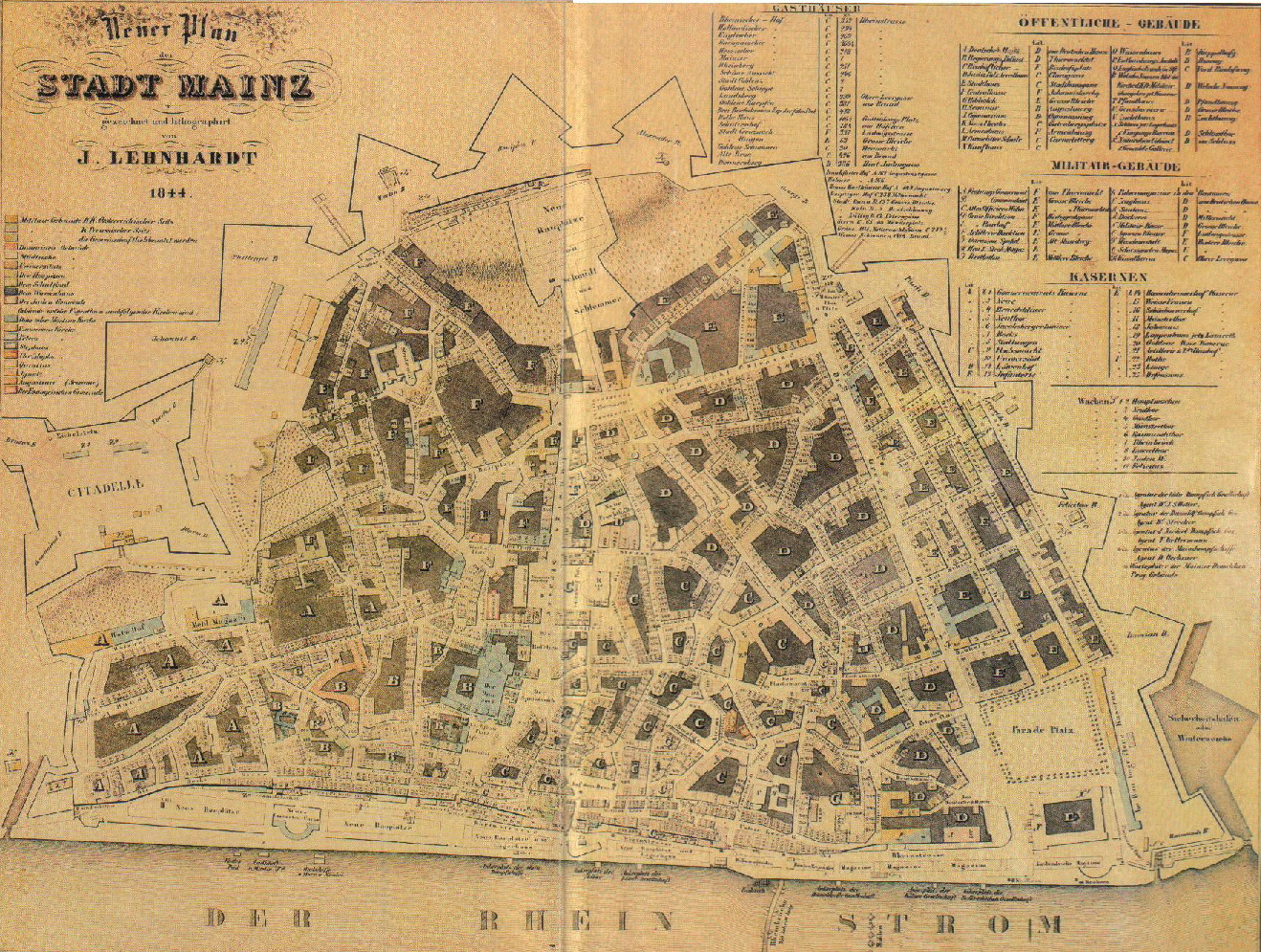
Neuer Plan der Stadt Mainz von 1844

Das Werk bildete zu seiner Entstehungszeit den südöstlichen Außenposten der Rheinuferbefestigung. Auf dem Stadtplan von J. Lehnhardt aus dem Jahr 1844 steht die Kaponniere als „Neues Casematen Corps“ bezeichnet noch mitten im unbebauten Lauterenviertel. Es wurde in der Höhe des Holztores der mittelalterlichen Stadtbefestigung errichtet. Auf dem Rhein befanden sich damals gegenüber der Kaponniere mehrere Badeschiffe.

## Der Bau
Die Kaponniere war ein freistehendes Werk in der späteren Rheinkehlbefestigung. Der Bau wurde unter Geniedirektor und Bauleitungsoffizier Major Johann Pientka, genannt Haak, (Geniedirektion 1837–1843) begonnen.
Die Kaponniere besteht aus einem viertelkreisförmiger Rotsandsteinquaderbau mit Schieß- und Kanonenscharten, sie besteht aus zwei Stockwerken. Die Seitenfronten und die Fassade zum Innenhof sind mit Rundbogenfenstern versehen. Zwei Treppentürme flankieren den Viertelkreis. Den Hof hinter der Kaponniere in der Kehle sperren übermannshohe Umfassungsmauern und ein Eisentor ab. Auf der dem Rhein zugewandten Seite befinden sich ausschließlich kleine, schießschartenförmige Öffnungen, die die mächtigen Mauern durchbrechen.

## Heute

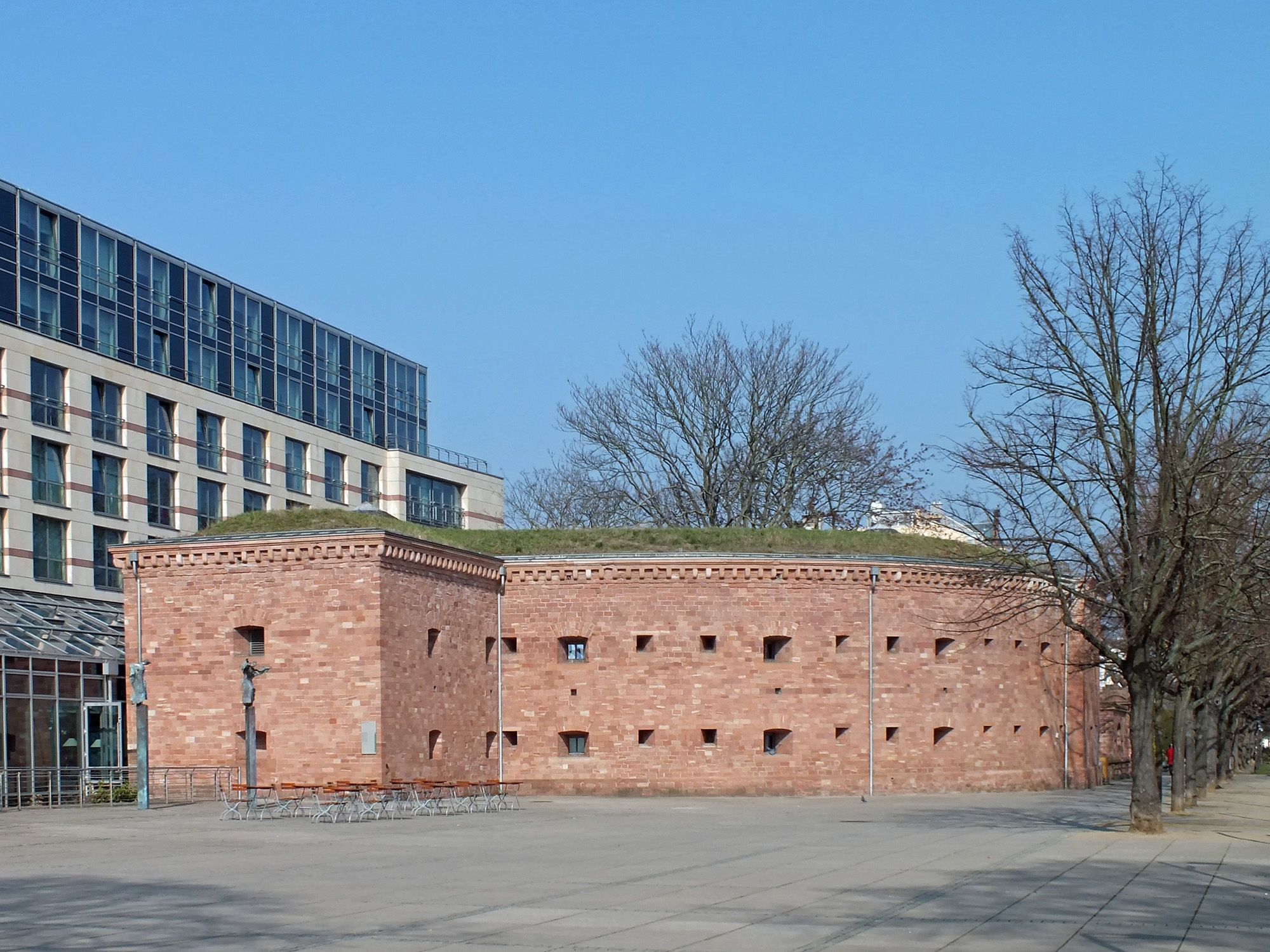
Das Fort Malakoff vor dem Hyatt Regency Hotel

Der platzbildprägende Militärbau wird heute als Bar des gegen Ende des 20. Jahrhunderts errichteten Hyatt Regency Hotels Mainz genutzt. Seinen Namen hat er dem umgebenden Platz Malakoff-Terrasse aufgeprägt, ebenso wie dem Geschäftszentrum Fort Malakoff Park. Er zählt zu den Kulturdenkmälern in Mainz-Altstadt.